# ТЕС Кіпеву (газотурбінна)
ТЕС Кіпеву (газотурбінна) — теплова електростанція в Кенії, що до початку 2010-х років діяла в головному порту країни Момбасі.
У 1991 році дещо північніше від діючої з 1960-х конденсаційної ТЕС Кіпеву встановили на роботу у відкритому циклі газову турбіну виробництва John Brown типу Frame 6 (розробка концерну General Electric) потужністю 30 МВт (станція Kipevu І GT). У 1996-му вона вийшла з ладу через серйозну поламку та була замінена. А ще за два роки відновлена турбіна разом з новим генератором склали другу чергу ТЕС (Kipevu II GT).
У першій половині 2000 років для підвищення паливної ефективності розглядався проект створення парогазової станції комбінованого циклу із зазначених вище газових турбін та парових турбін конденсаційної ТЕС, які готувались до виводу з експлуатації. Втім, цей проект так і не був реалізований.
В 2011 році в Момбасі запустили в роботу дизель-генераторну станцію Кіпеву III (117 МВт). Це дозволило демобілізувати газові турбіни та перемістити їх до столиці країни Найробі на ТЕС Ембакасі. В той період через зростання попиту та зниження виробітку на гідроелектростанціях країна протягом кількох років відчувала гостру нестачу електроенергії, через що реалізовувались різні проекти термінового нарощування генеруючих потужностей у центральному (де розташована столиця) та західному регіонах.
Втім, існує проект відновлення газотурбінних потужностей у Момбасі шляхом встановлення двох нових турбін по 35 МВт (Kipevu III та IV GT).